# Amblypodia andamanica
Amblypodia andamanica är en fjärilsart som beskrevs av Riley 1922. Amblypodia andamanica ingår i släktet Amblypodia och familjen juvelvingar. Inga underarter finns listade i Catalogue of Life.